# Giras Internacionales del Club Atlético Lanús en la década de 1950
El Club Atlético Lanús, fundado el 3 de enero de 1915 en Lanús, provincia de Buenos Aires, Argentina, Durante la década de 1950, el club realizó giras internacionales por Europa y América, de carácter amistoso, que marcaron sus primeras experiencias significativas fuera de Argentina.

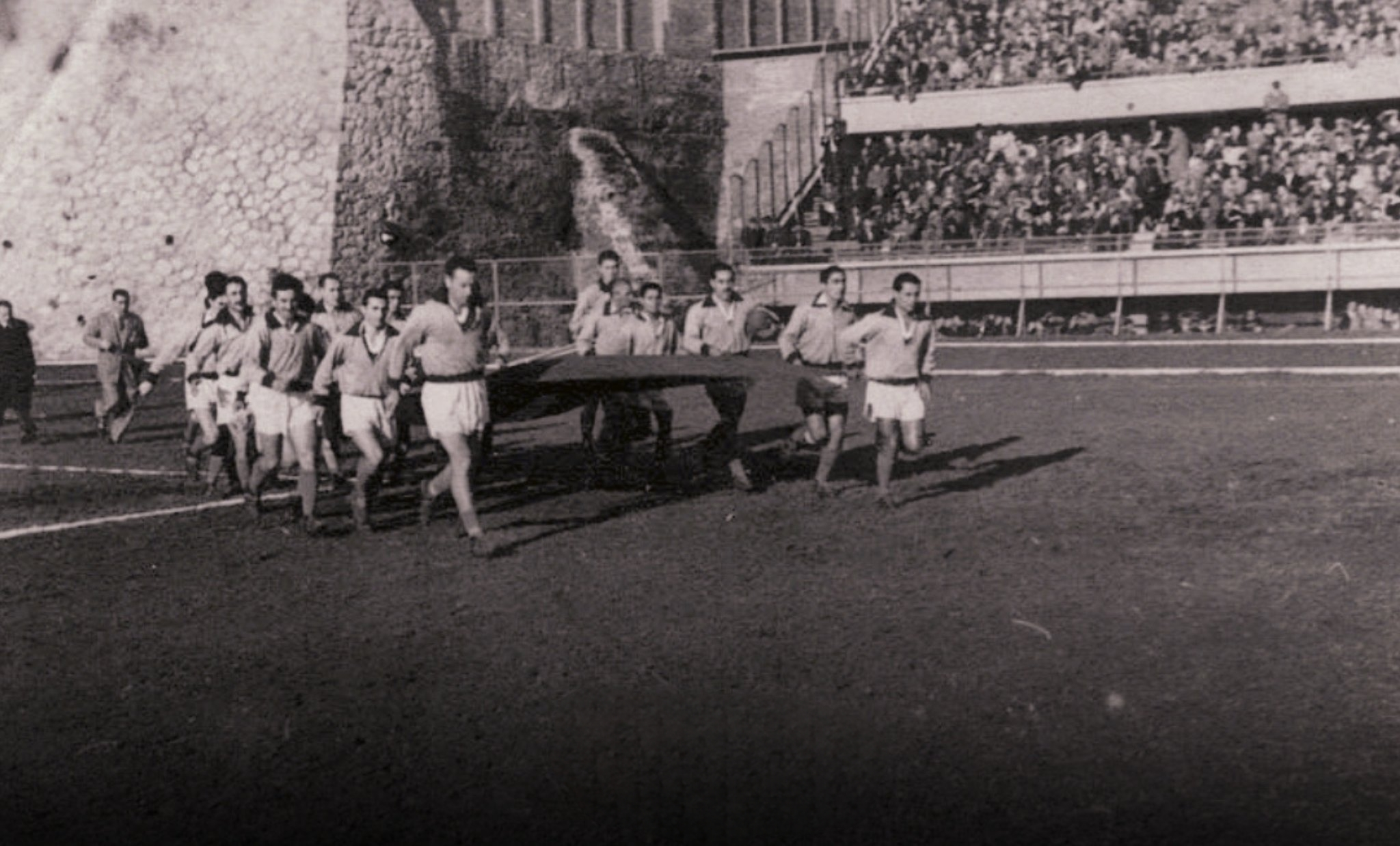
Gira Europea 1951-1952

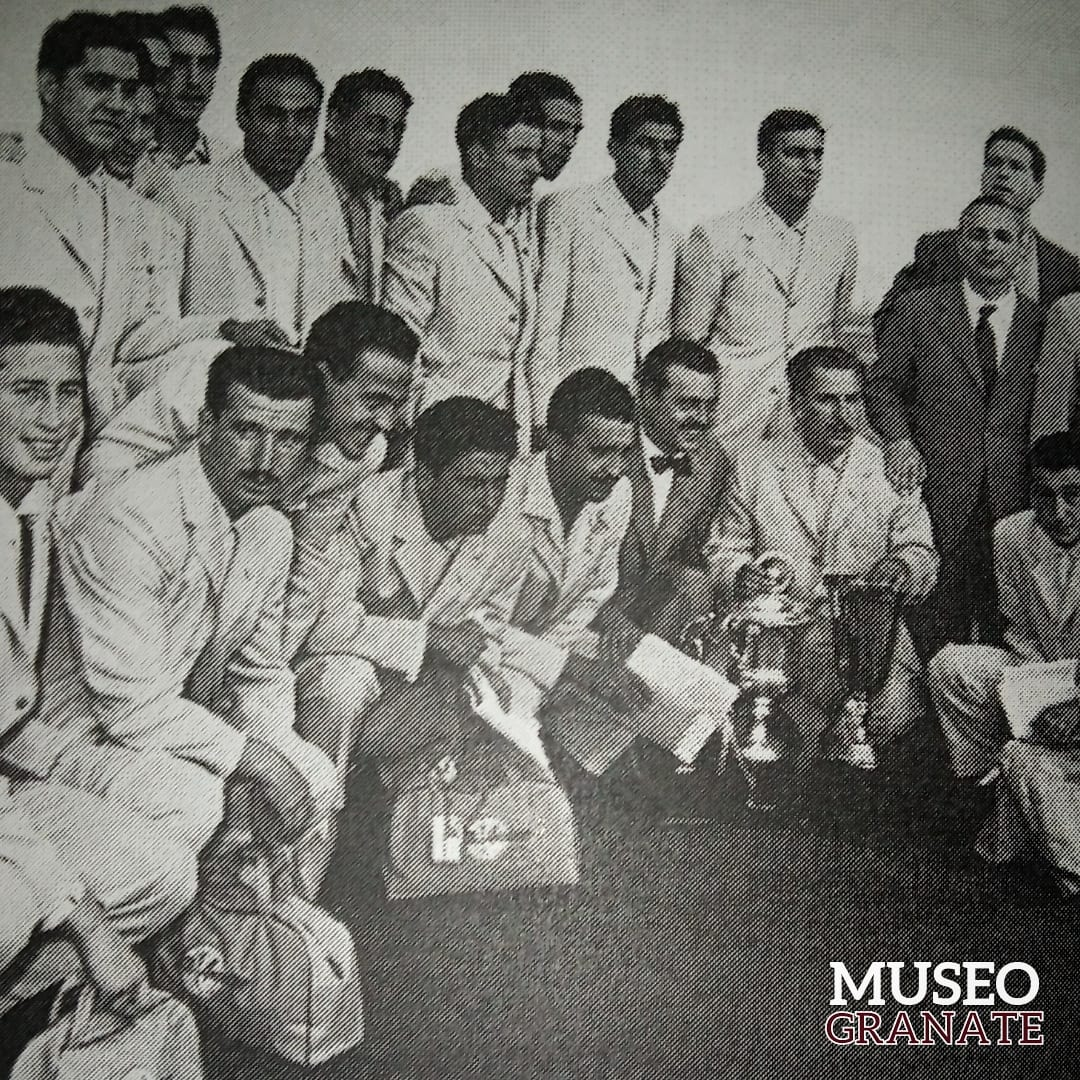
Gira por América, Los Globetrotters (1956)

Estas giras se enmarcaron en un contexto en el que el fútbol argentino gozaba de reconocimiento internacional, y los viajes al exterior eran una oportunidad para enfrentar equipos de diversas regiones y fortalecer la identidad de los clubes. En el caso de Lanús, su incursión más destacadas ocurrieron en 1951-1952 (Europa), 1955-1956 (América), 1956-1957 (América). En el caso de Europa fue el primer equipo argentino en jugar en Turquía, un hito histórico en su trayectoria.

## Gira Europea (1951-1952)

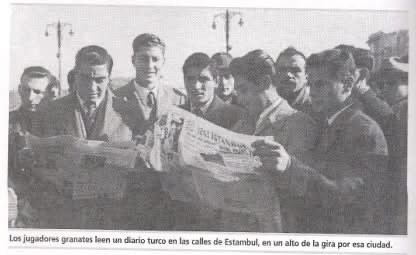
Club Atlético Lanús Gira Europea 1951-1952

La gira europea del Club Atlético Lanús, conocida como la "Gira Europea de 1952", fue una expedición futbolística realizada por el club argentino entre diciembre de 1951 y febrero de 1952. Esta gira marcó un hito en la historia del club, ya que fue una de las primeras veces que un equipo de mediana envergadura del fútbol argentino viajó a Europa para enfrentar a clubes y selecciones locales. La gira incluyó partidos en Portugal, Turquía, Italia, Bélgica y Alemania, abarcando un total de nueve encuentros amistosos.

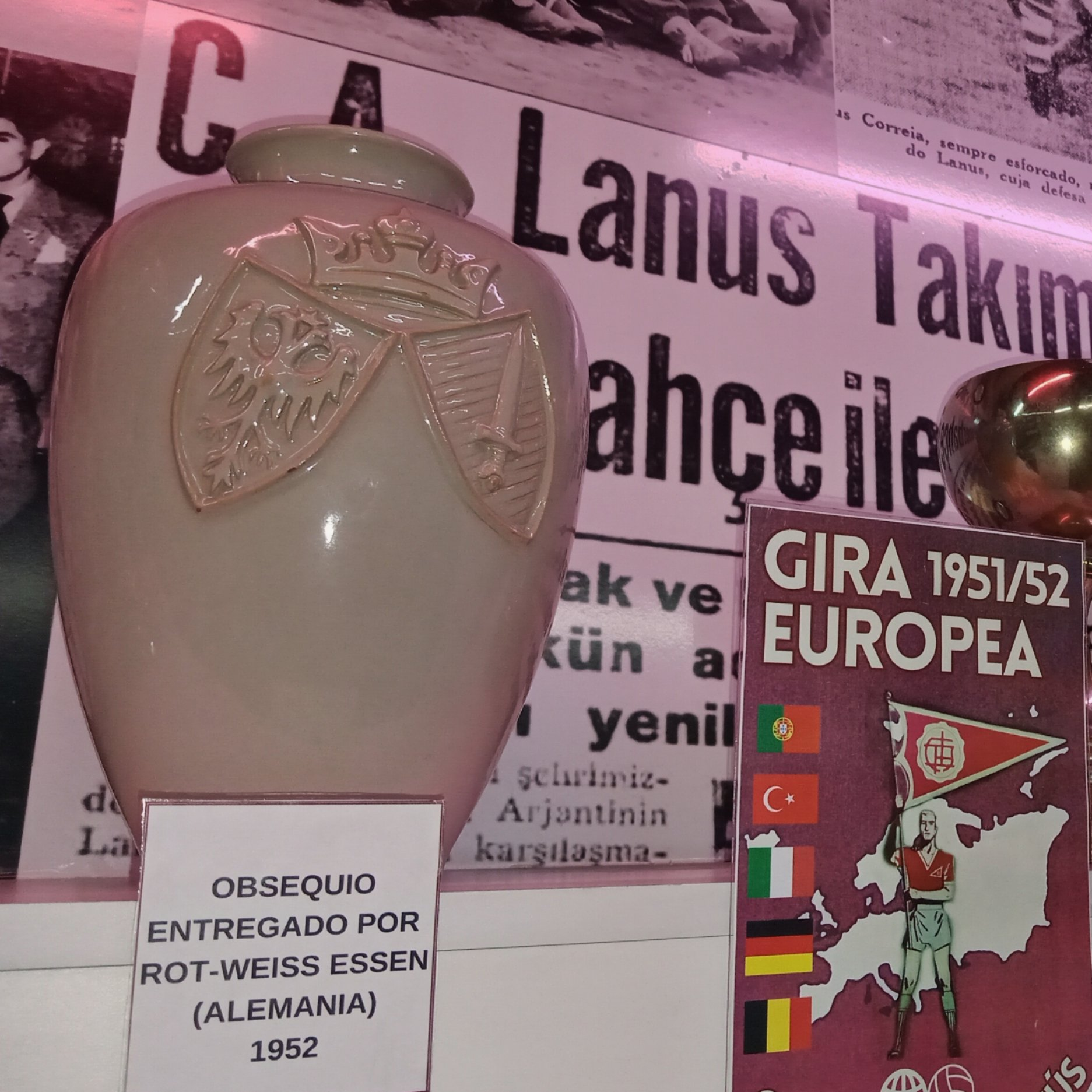
Obsequio de parte de Rot-Weiss Essen a Lanús en 1952.

La delegación del granate estuvo encabezada por el presidente Juan Bautista Besse. El plantel estaba compuesto por Tito Álvarez Vega, Salvador Calvente, Alfredo Mercado, Nicolás Daponte, León Strembel, Juan Héctor Guidi, Nicolás Vivas, Oscar Contreras, Raúl Martínez, Héctor Catoira, Osvaldo Gil, Raúl Gárfagnoli, Rodolfo Durán. El DT era el exjugador y hermano de Carlos Volante, José Volante.

### Contexto histórico

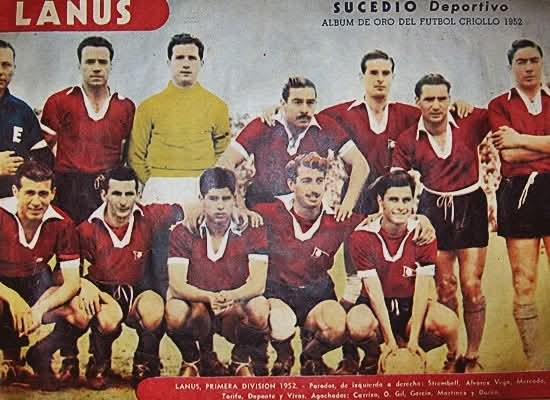
Lanús 1951

En 1951, Lanús se encontraba en un momento de auge deportivo tras su ascenso a la Primera División argentina en 1950 y su destacado desempeño en el campeonato de 1951, donde finalizó en la quinta posición y vio brillar a figuras como José Florio, quien fue transferido al Torino de Italia antes de la segunda rueda. La gira se organizó probablemente como una oportunidad para promocionar al club internacionalmente, ganar experiencia y recaudar fondos, algo común entre los clubes sudamericanos de la época que buscaban expandir su prestigio tras la Segunda Guerra Mundial y el resurgimiento del fútbol europeo.

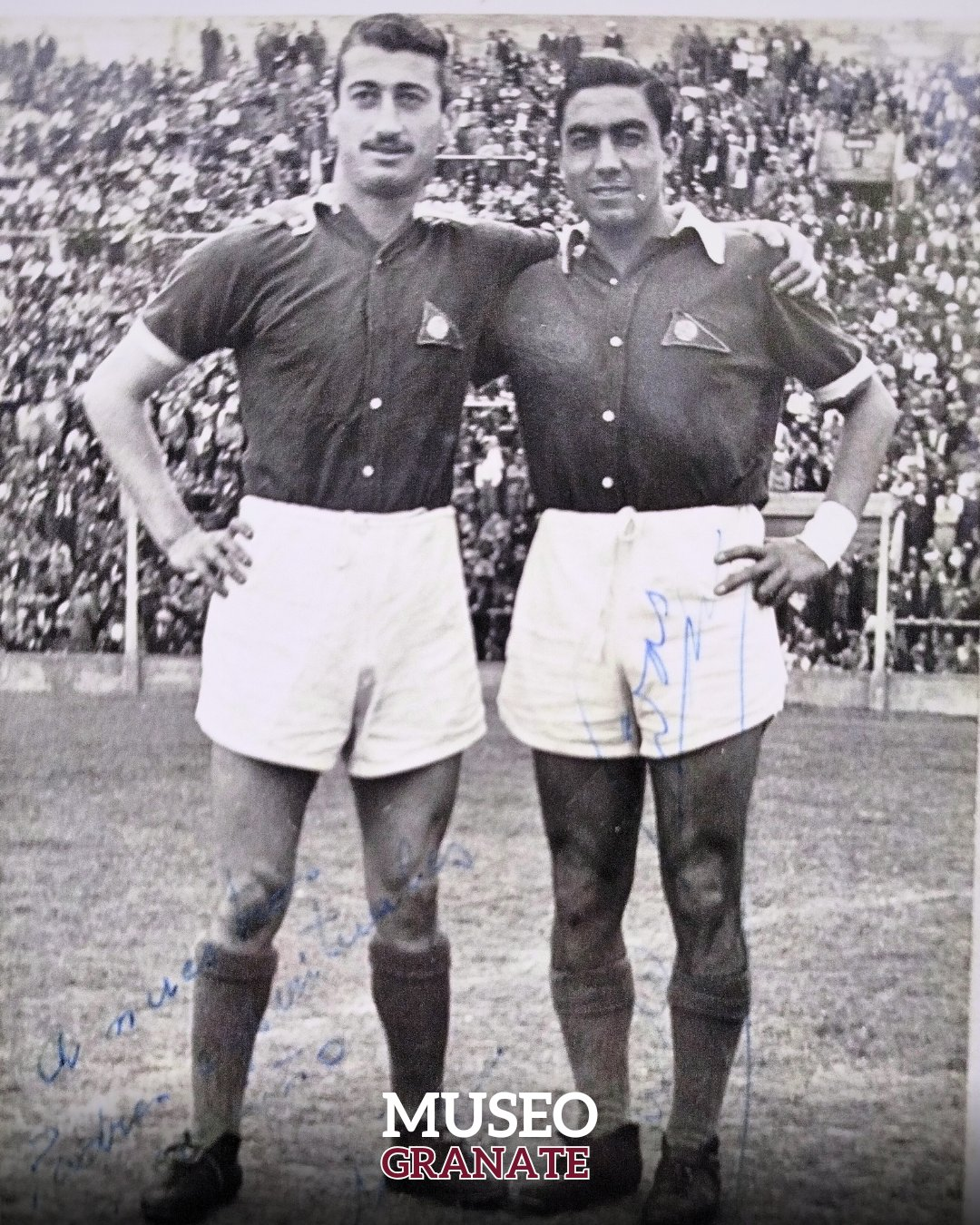
Raúl Martínez y Nicolás Vivas - Lanús 1951

### Cronología y resultados
La gira comenzó el 23 de diciembre de 1951 en Portugal y finalizó el 9 de febrero de 1952 en Alemania. A continuación, se detalla el itinerario y los resultados de los partidos:

### Portugal
23 de Diciembre de 1951, Lisboa   Lanús enfrentaría en su primer amistoso al Belenenses  al cual vencería 1-0.

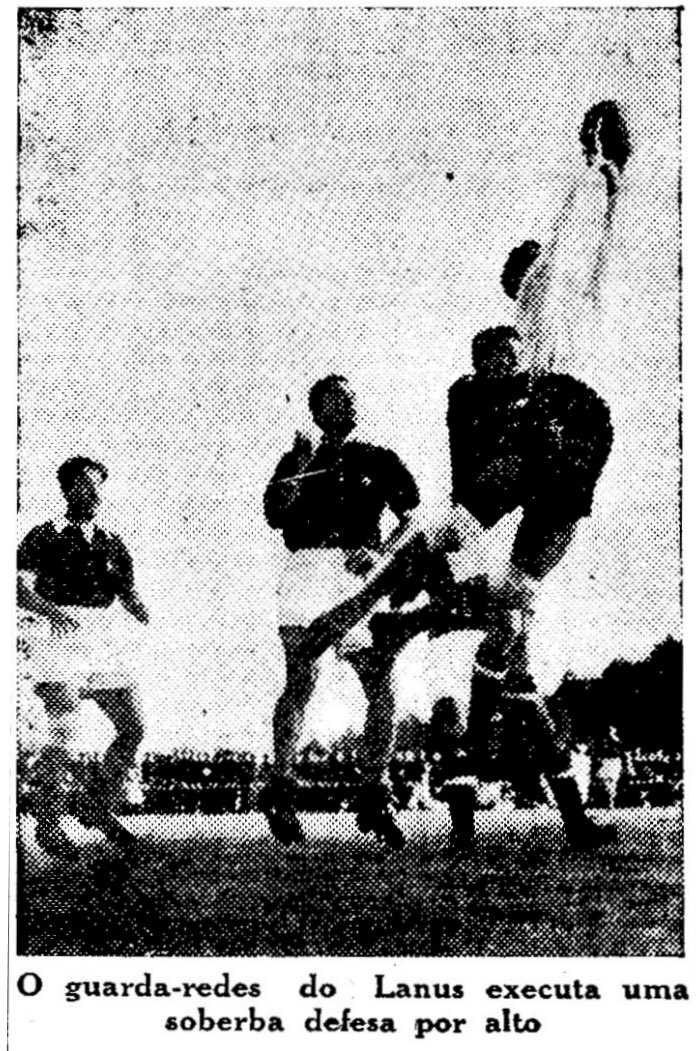
Belenenses 0 - Lanús 1

Lanús Formó con: Alvarez Vega; Calvente, Mercado; Daponte, Strembel, Vivas; Garfagnoli, Gil, Catoira, Martínez, Durán. El gol lo hizo Osvaldo Gil al minuto 66’.
25 de diciembre de 1951, Lisboa. En Navidad, se jugó el segundo amistoso frente a un grande de Portugal, Sporting C. P. 3-3 Lanús.   

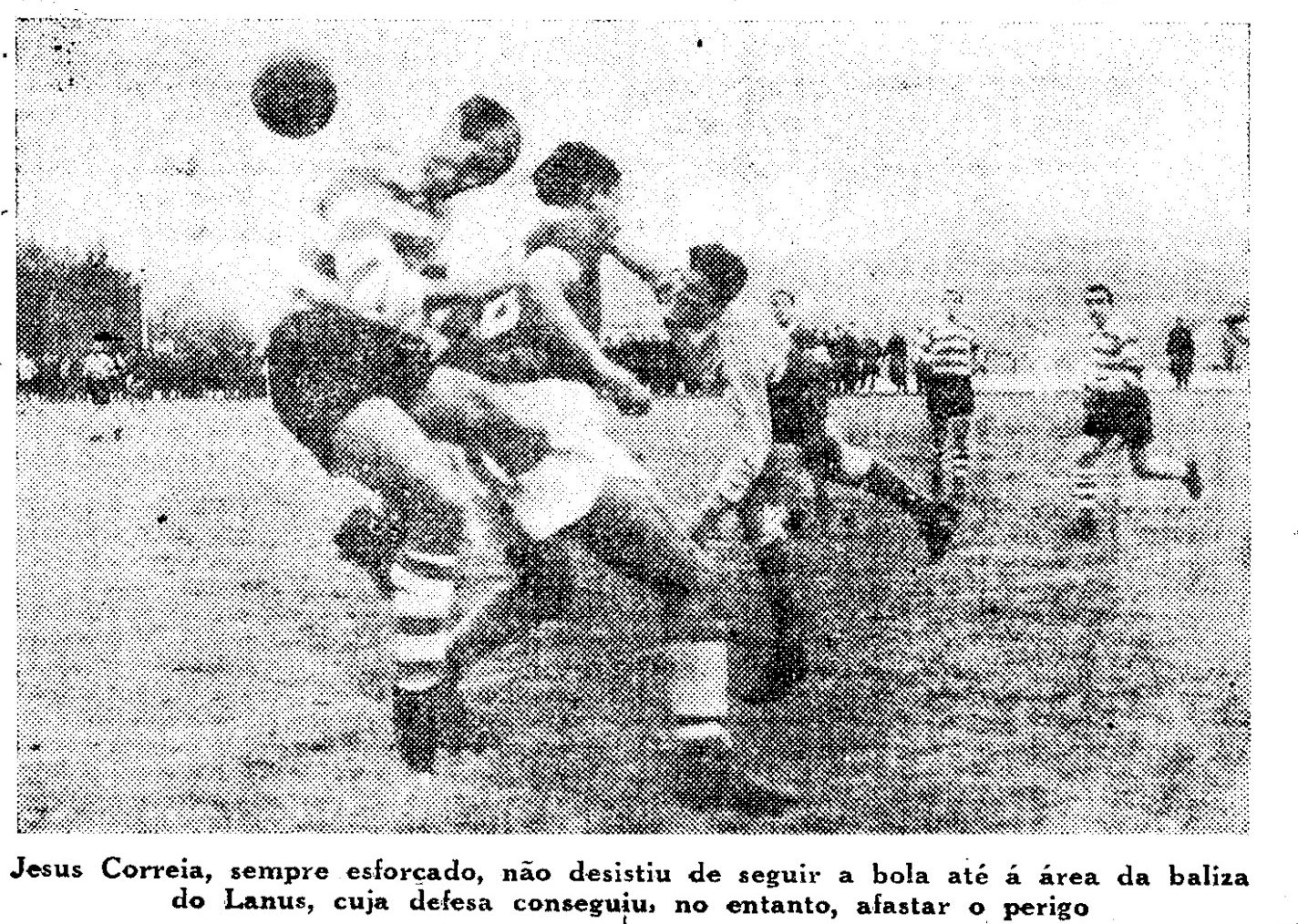
Sporting Lisboa 3 - Lanús 3

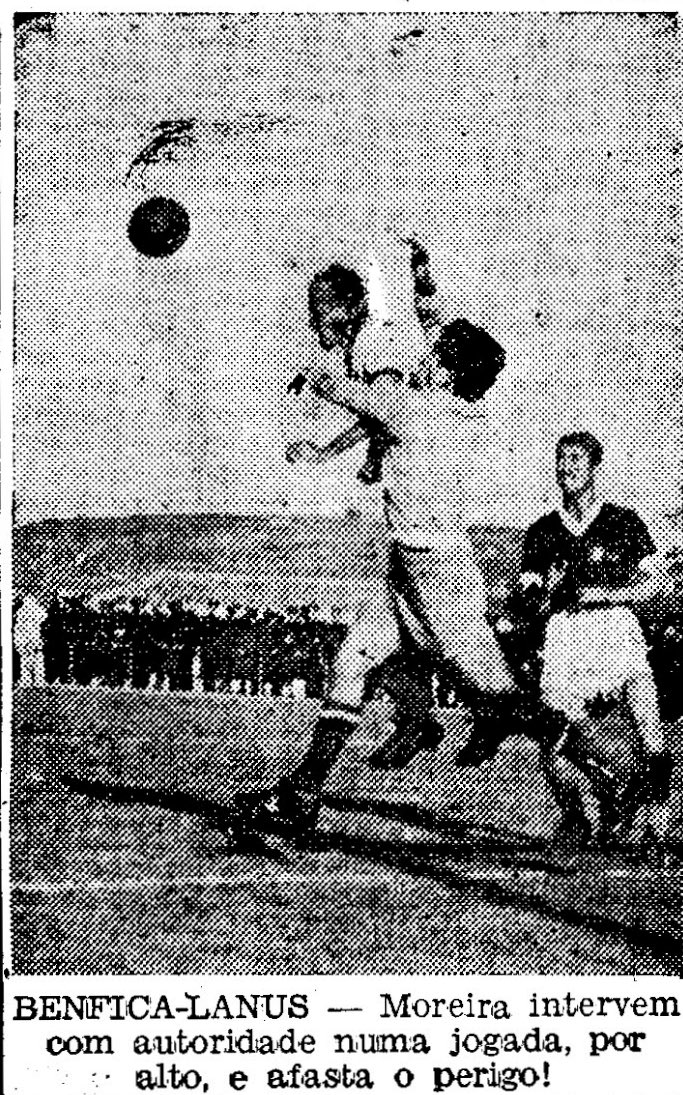
Benfica 1 - Lanús 2

- Formaron: Alvarez Vega; Calvente, Mercado; Daponte, Strembel, Vivas;  Sosa, Gil, Alcaraz, Martínez, Durán.   Goles: 35’ Gil; 43’ Martinez; 87’ Alcaraz

30 de Diciembre de 1951, Lisboa.  En su tercer partido, Lanús venció a otro grande, 2-1 frente al Benfica.
Formaron: Alvarez Vega; Calvente, Mercado; Daponte, Strembel, Vivas;  Sosa, Gil, Alcaraz, Martínez, Durán.   Marcaron: Nicolas Daponte al 75’ y Osvaldo Gil al   
79’.
1 de Enero de 1952, Oporto  Lanús enfrentaría aFútbol Club Oporto y perdería 0-1 con gol de Diamantino a los 20’.  

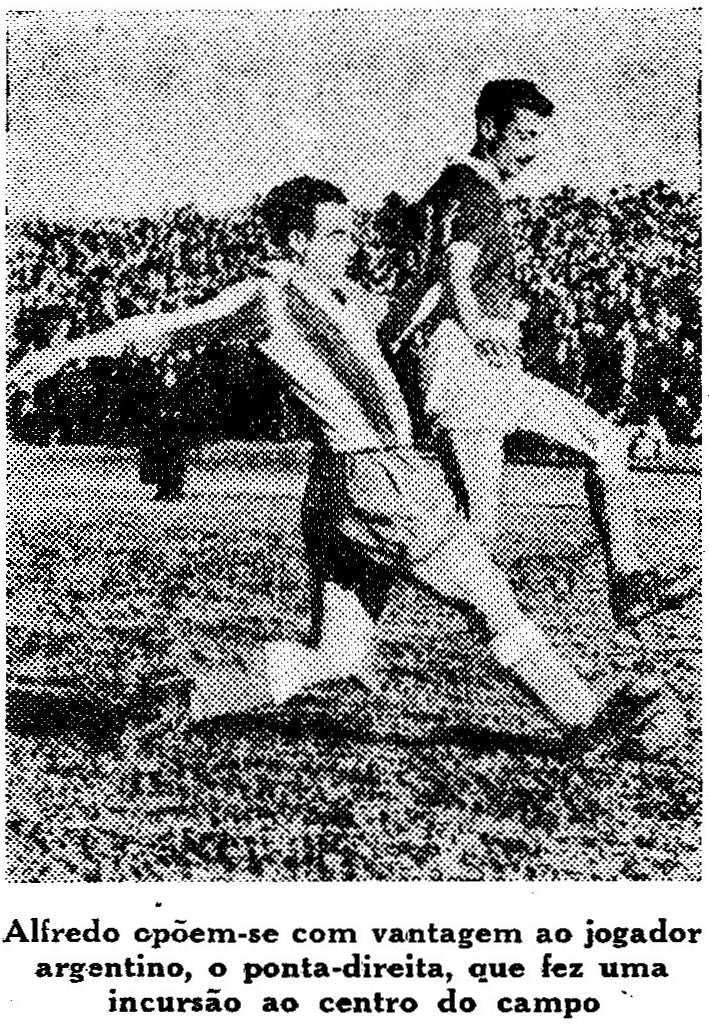
Porto 1 - Lanús 0

Lanús formó: Alvarez Vega; Calvente, Mercado; Daponte, Strembel, Vivas;  Garfagnoli, Gil, Catoira, Martínez, Durán.

### Turquía
Lanús abandonaría Portugal para continuar con su gira europea en tierras Turcas.  Allí disputaría partidos contra los clubes más grandes del país.
19 de Enero de 1952, Estambul.  Lanús debutaría en Turquía frente al Fenerbahce , al cual vencería por 2-1.

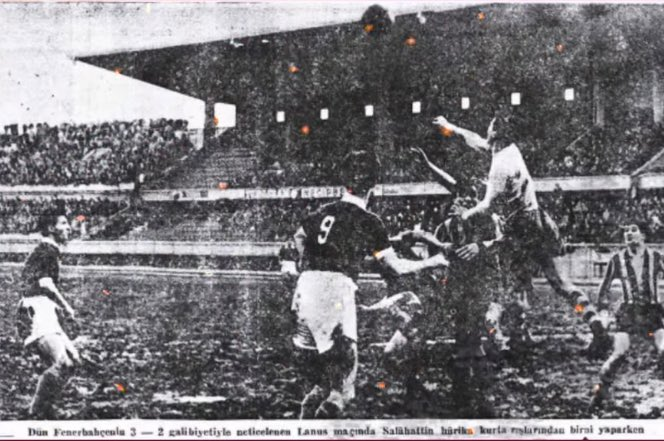
Fenerbahce 1 - Lanús 2

Formación: Alvarez Vega; Calvente, Mercado; Daponte, Strembel, Vivas;  Garfagnoli, Gil, Catoira, Martínez, Durán.   Goles: Doblete de Osvaldo Gil. A los 24’ y 44’.
20 de Enero de 1952, Estambul.  El Grana enfrentaría al bicampeón de su liga, el Besiktas. Lanús saldría derrotado por 5 goles a 2.     
Formación: Massuali; Calvente, Mercado; Guidi, Strembel, Vivas; Garfagnoli, Gil, Catoira, Daponte, Durán.   Goles: Daponte 22’, Catoira 28’.  
26 de Enero de 1952, Estambul   Lanús golearia 5-1 al Galatasaray, subcampeón de su liga.
Formación: Alvarez Vega; Calvente, Mercado; Daponte, Strembel, Vivas; Garfagnoli, Gil, Catoira, Martínez, Durán.   
Goles: Martínez 8’, Gil 19’, 41’, Catoira 27’, Vivas 59’.
27 de Enero de 1952, Estambul. El último partido en Turquía sería la revancha contra el Fenerbahce, la cual terminaría en una derrota 2-3. 
Formación: Alvarez Vega; Calvente, Estévez; Daponte, Strembel, Vivas; Garfagnoli, Gil, Catoira, Martínez, Durán.  Goles: Martinez 63’, Daponte 84’

### Italia
31 de Junio de 1952, Roma, Italia: Lazio 2 - Lanús 1
Lanús continuaría su gira en Italia donde disputaría un solo partido frente a la Lazio. Perdería 1-2. 

Lazio 2 - Lanús 1

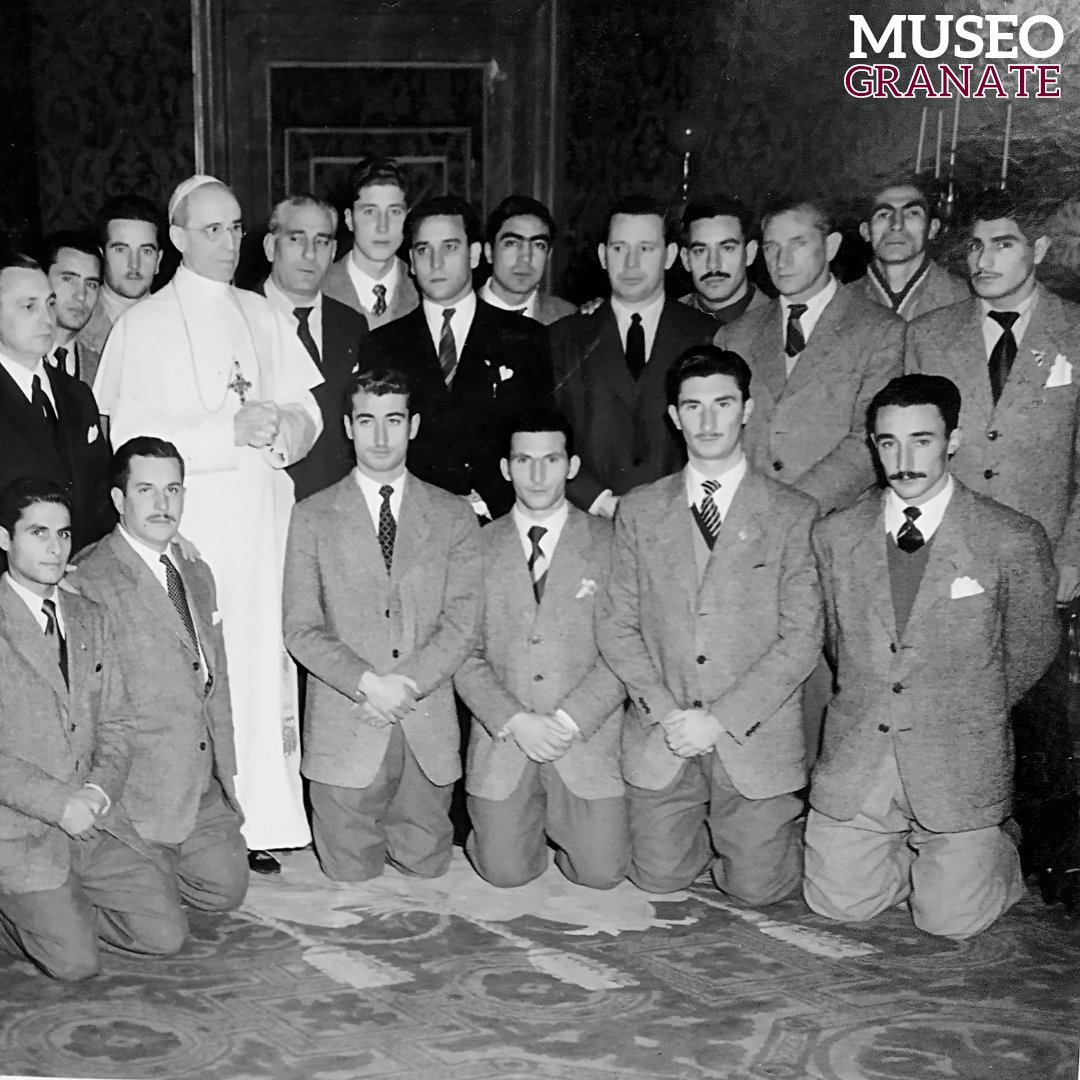
El Equipo de Lanús en el Vaticano previo al encuentro frente a Lazio (1952)

Formación: Alvarez Vega; Calvente, Estévez; Daponte, Strembel, Vivas; Garfagnoli, Gil, Catoira, Martínez, Durán.   Goles: Catoira al 68’

### Bélgica
.6 de febrero de 1952 – Bruselas, Bélgica: Selección de Bélgica 4-2 Lanús
La selección belga venció a Lanús por 4-2 Saldría
Formación: Alvarez Vega; Calvente, Estévez; Daponte, Strembel, Vivas; Garfagnoli, Gil, Catoira, Martínez, Durán.  G: Catoira 69’, Martinez 73’.

### Alemania
9 de febrero de 1952 – Essen, Alemania: Rot-Weiss Essen 5-1 Lanús
Rot-Weiss Essen derrotó a Lanús por 5-1 en el partido final de la gira.

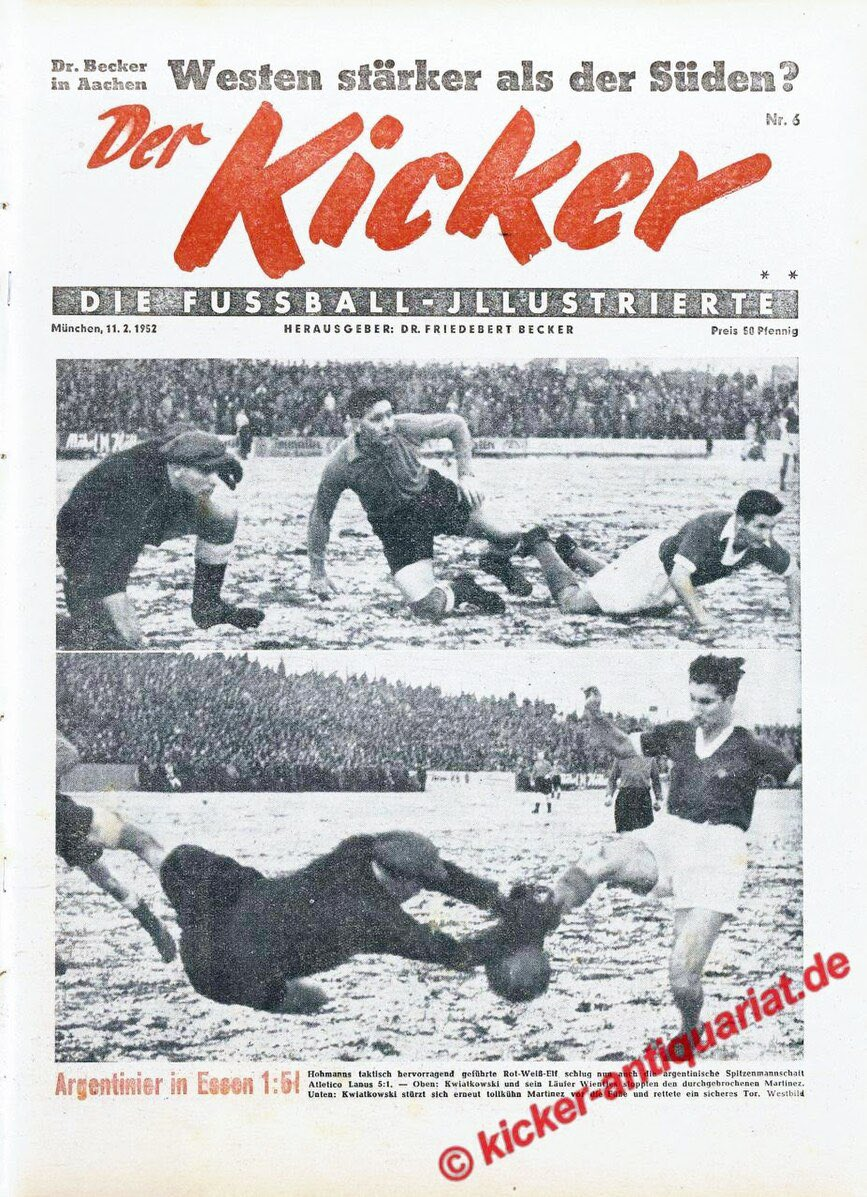
Rot-Weiss Essen 5 - Lanús 1 (Partido bajo Nieve)

Se describe que los argentinos sufrieron por el frío y la nieve en el campo, mostrando síntomas de agotamiento tras un periplo de seis semanas. Rot-Weiss Essen, que competía en la Primera División de Alemania Occidental, terminaría ganando la Copa de Alemania en 1953 y la liga en 1955.
Formación: Alvarez Vega; Calvente, Mercado; Daponte, Strembel, Vivas; Sosa, Gil, Alcaraz, Martínez, Durán.   El único tanto lo metió Osvaldo Gil.

### Resumen de resultados
| Rival                | Resultado | Ciudad                 | Goles                             |
| -------------------- | --------- | ---------------------- | --------------------------------- |
| Belenenses           | O-1 (G)   | Lisboa                 | Osvaldo Rubén Gil                 |
| Sporting Lisboa      | 3-3 (E)   | [[Lisboa\|Lisboa]]     | Gil, Martínez y Alcaraz           |
| Benfica              | 1-2 (G)   | [[Lisboa\|Lisboa]]     | Daponte y Gil                     |
| Futbol Club Oporto   | 0-1 (G)   | Oporto[[Lisboa\|]]     | Diamantino                        |
| Fenerbahçe           | 1-2 (G)   | Estambul[[Lisboa\|]]   | Osvaldo Rubén Gil X2              |
| Besiktas J K         | 5-2 (P)   | Estambul               | Daponte y Catoira                 |
| Galatasaray          | 1-5 (G)   | [[Estambul\|Estambul]] | Martínez, Gil x2, Catoira y Vivas |
| Fenerbahçe           | 3-2 (P)   | [[Estambul\|Estambul]] | Martínez y Daponte                |
| Lazio                | 2-1 (P)   | Roma[[Estambul\|]]     | Catoira                           |
| Selección de Bélgica | 4-2 (P)   | Bruselas               | Catoira y Martínez                |
| Rot-Weiss Essen      | 5-1 (P)   | Essen                  | Osvaldo Rubén Gil                 |

Durante la gira, Lanús disputó 11 partidos, con 5 victorias, 1 empate y 5 derrotas.  

### Impacto y recepción
La gira fue bien recibida en algunos países, particularmente en Turquía, donde Lanús se convirtió en el primer equipo argentino en jugar en el país, dejando una impresión positiva tras sus victorias contra Fenerbahçe y Galatasaray. Sin embargo, los resultados mixtos y las derrotas en los últimos partidos reflejaron el cansancio acumulado tras un calendario exigente y las condiciones climáticas adversas en Europa, especialmente en Bélgica y Alemania, donde el equipo enfrentó frío intenso y nieve.
En Argentina, la gira fue vista como un logro histórico para un club de mediana envergadura, pero también generó críticas debido al desgaste físico de los jugadores, que regresaron al país el 9 de febrero de 1952 tras casi dos meses de viaje.
En 1952 Lorenzo Molás, caricaturista, en la revista "Mundo Deportivo", destaca la buena participación de Lanús en su gira europea y lo nombra el "Gaucho del Sur".

"-Lanús como es sabido es el 'Gaucho del sur'. El color granate tiene algo de vincha paisana sobre frente noble como que es nobleza de contenido vital. Lanús en efecto hizo un buen papel en europa, donde era difícil hacerlo, y de esa manera subrayó con legítima satisfacción su brillantisima campaña del año pasado, un quinto puesto en el Campeonato de Primera."
Revista Mundo Deportivo

### Contexto cultural y deportivo
La gira ocurrió en un momento en que el fútbol sudamericano buscaba consolidar su presencia en Europa, inspirado por el éxito de selecciones nacionales como Uruguay en el Mundial de 1950. Lanús, aunque no era un equipo de élite como River Plate o Boca Juniors, aprovechó su buen momento deportivo para emprender esta aventura, financiada probablemente por patrocinios y la expectativa de los aficionados locales.

## Gira por América (1955-1956)
Durante los últimos días de 1955, Lanús emprende la más exitosa de todas las giras que llevó a cabo en aquellos año. Fue un interminable periplo de más de dos meses recorriendo los principales estadios del Perú, Costa Rica, Guatemala, México y Colombia brindando un fútbol espectacular y efectivo que fue seguido con mucha atención por el público de esos países.
De la gira hecha por Europa de hace 4 años atrás los que repetirían serían: El Presidente Juan Bautista Besse,  Tito Álvarez Vega,  Nicolás Daponte,  Juan Héctor Guidi, Oscar Contreras, Osvaldo Gil. A estos se le sumarian, José Nazionale, Benito Cejas, Emilio Prato, Ángel Beltrán, Emilio Fernández, Ramón Moyano, Urbano Reynoso, Dante Lugo, Rodolfo García, Miguel Piromalli, Juan Bendazzi y el director técnico, Juan Cevasco.
La gira se realizó entre el 24 de diciembre de 1955 y el 4 de marzo de 1956, Lanús disputó 16 partidos, con algunas horas más de descanso respecto de las giras efectuadas con anterioridad, algo que se reflejó en los resultados obtenidos: diez victorias, cuatro empates y sólo dos derrotas.

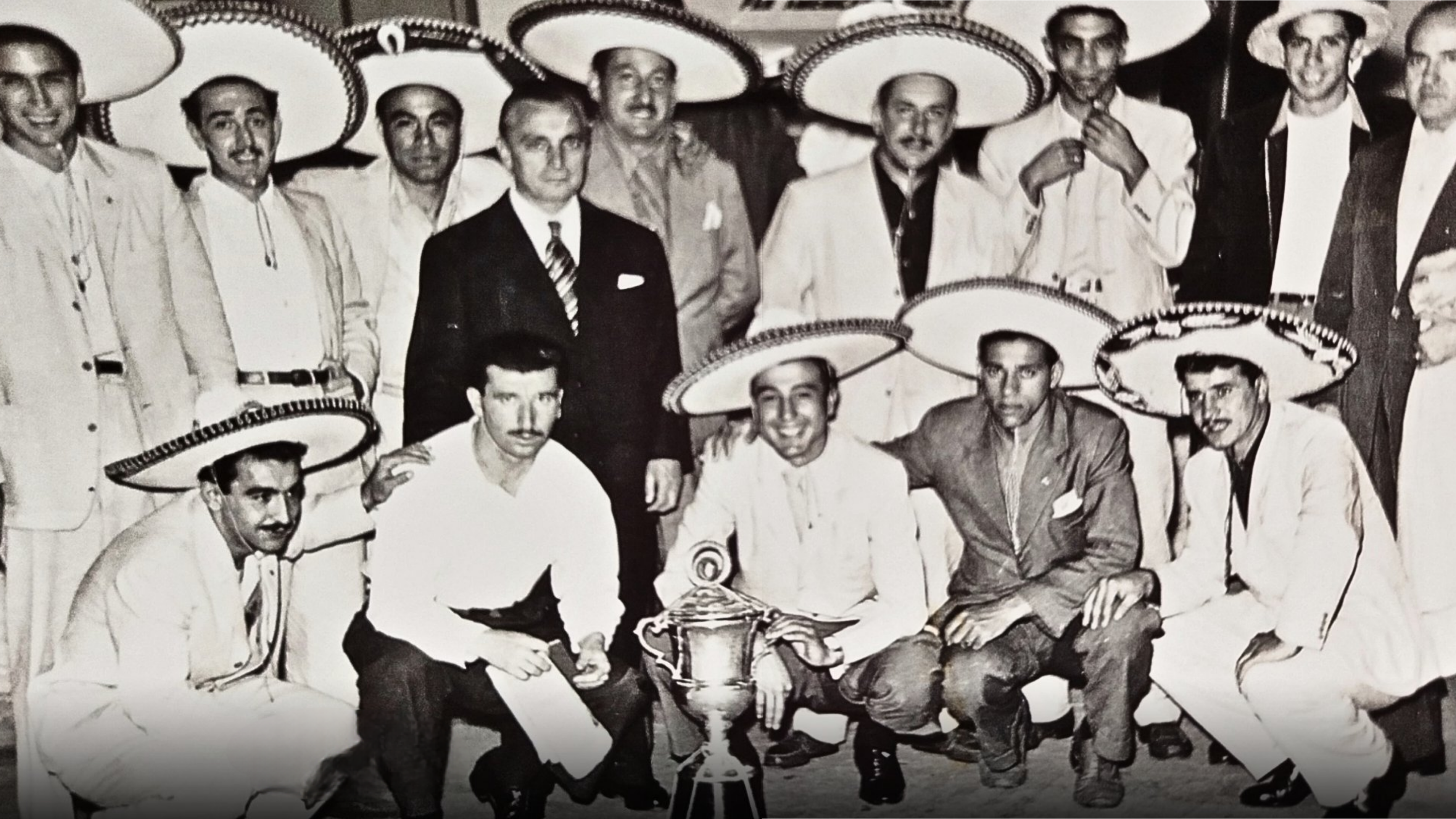
Los Globetrotters en Costa Rica (1956)

Comenzó con tres encuentros disputados en Perú: victoria por 3 a 1 sobre Universitario, cuatro días después otra victoria, esta vez sobre Atlético Chalaco por 4 a 1, y dos días después, el 30 de diciembre, empate en tres goles con Alianza Lima.
De allí a San José de Costa Rica, otros cuatro cotejos: caída ante el Saprissa por 2 a 1, partido jugado el 1 de enero a poco de arribar, siete días después gran victoria por 6 a 2 sobre el Herediano. Otra victoria 3 a 2 sobre Huracán.  el 20 de enero nueva victoria, esta vez en la revancha ante el Saprissa por 2 a 0.

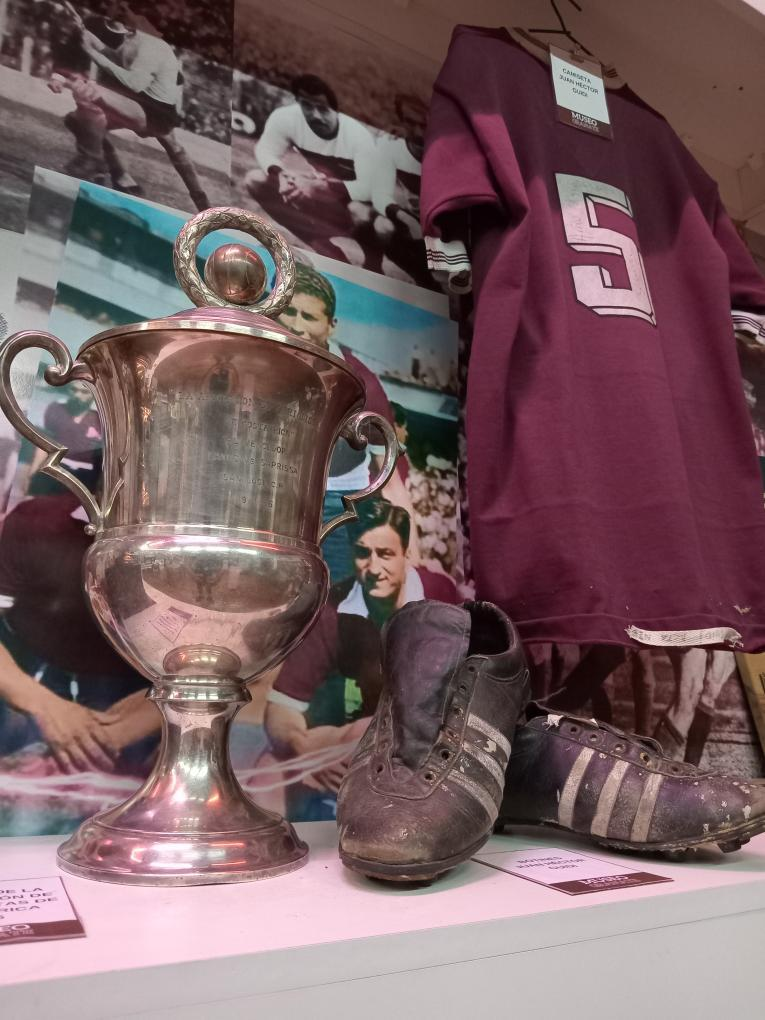
Trofeo Asociación de Periodistas de Costa Rica - Lanús 1956

En tierras costarricenses, el Granate se llevó tres trofeos amistosos: Trofeo Ricardo Saprissa (por vencer a Herediano), Trofeo Otto Fallas (por vencer a Huracán  ) y el Trofeo de la Asociación de Periodistas de Costa Rica (Por vencer a Saprissa)

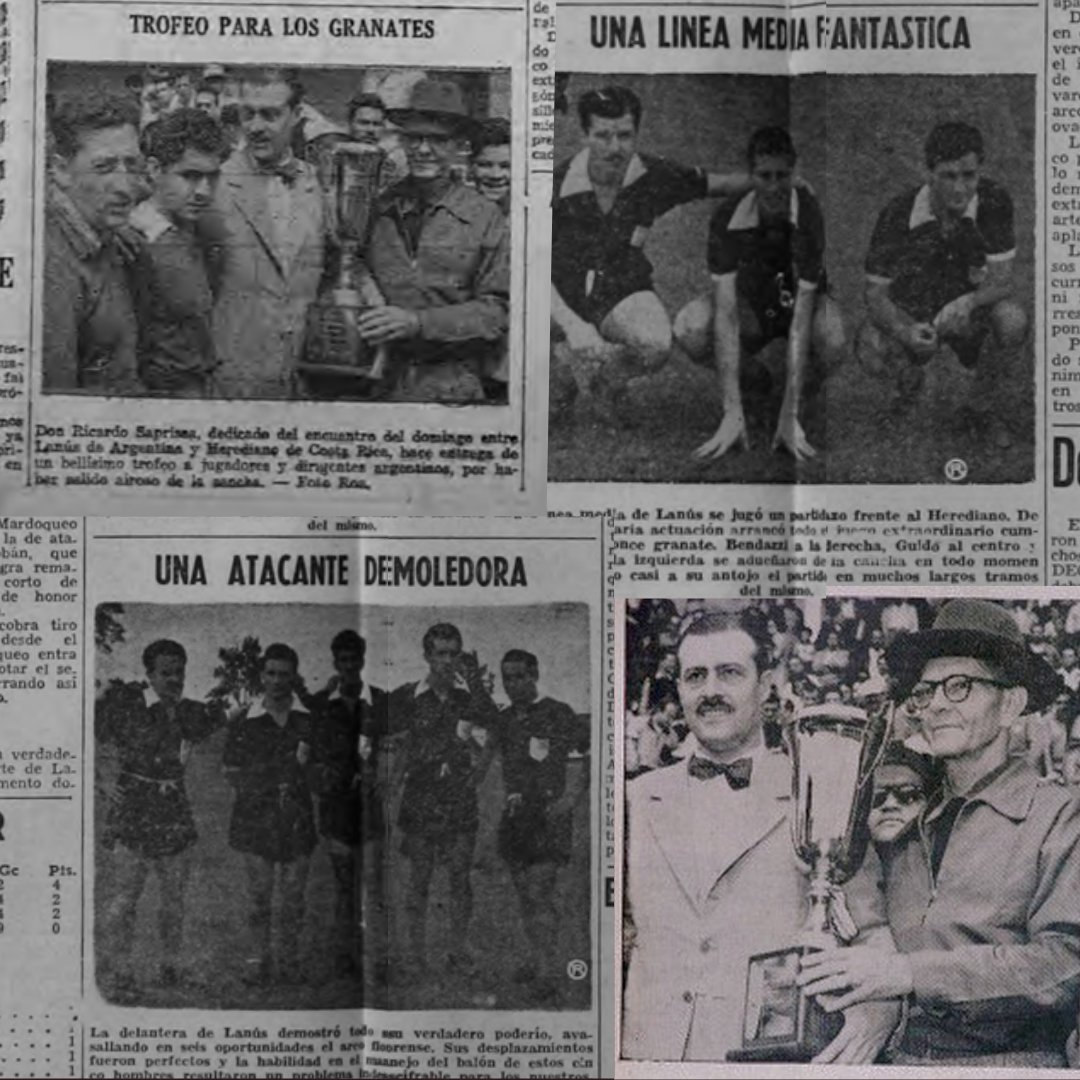
Herediano 2 - Lanús 6 (1956)

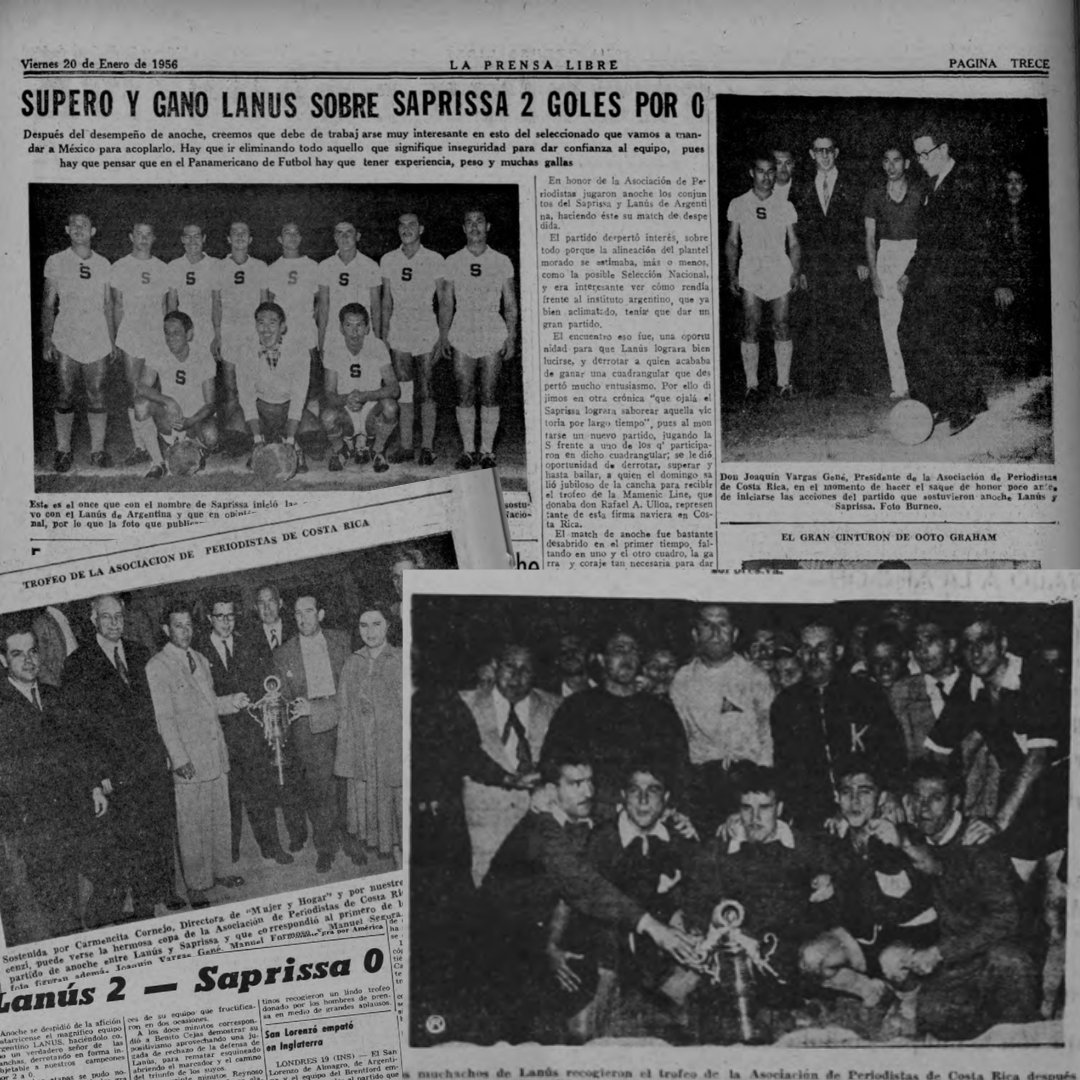
Saprissa 0 - Lanús 2 (1956)

Dos días después, ya en Guatemala, victoria de Lanús ante Comunicaciones, el club más ganador del fútbol de ese país, al que superó por 5 a 1.
La siguiente escala fue la ciudad de Guadalajara donde en cuatro días, el 29 de enero, enfrenta al Chivas de Guadalajara y pierde por 3 a 2, luego enfrenta a Deportivo Oro, que por entonces era gran animador y varias veces finalista de los torneos mexicanos hasta 1970, cuando cambió la franquicia y pasó a ser el Club Jalisco. El 2 de febrero igualan 2 a 2 el 2.
El 5 de febrero, en la ciudad de Monterrey, enfrentaria a Rayados de Monterrey, la visita de Lanús sería uno de los eventos más impactantes de la década del 50, siendo el primer equipo internacional en jugar en dicha ciudad. Lanús derrotó 2 a 0 al equipo mexicano. Más de 15 mil aficionados asistieron al Estadio Tecnológico, registrando lo que hasta ese momento era la mayor asistencia a un evento deportivo en la historia de la ciudad.

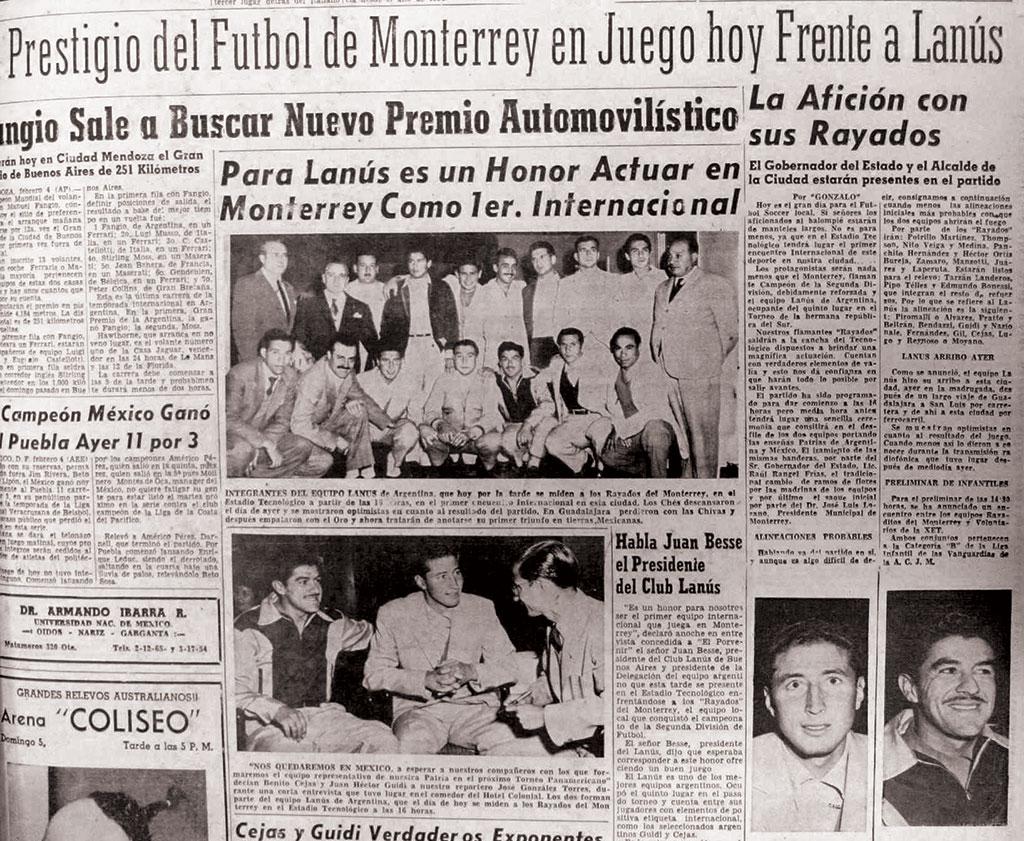
Llegada de Lanús a Monterrey para el duelo ínternacional en 1956.

Ya en la Ciudad de México, el 13 de febrero supera al Atlante por 3 a 0, y el 17 de febrero empata en un gol ante la Selección Mexicana: Al día siguiente enfrenta y vence por 2 a 1 al Toluca, quien venía invicto en su estadio.
Ya en plan de retorno, el 26 de febrero de 1956 Lanús derrota a Independiente de Medellín, en su estadio de la capital de la provincia de Antioquía. La  gira culmina con el empate 2 a 2 obtenido ante Millonarios en Bogotá el 4 de marzo de 1956.

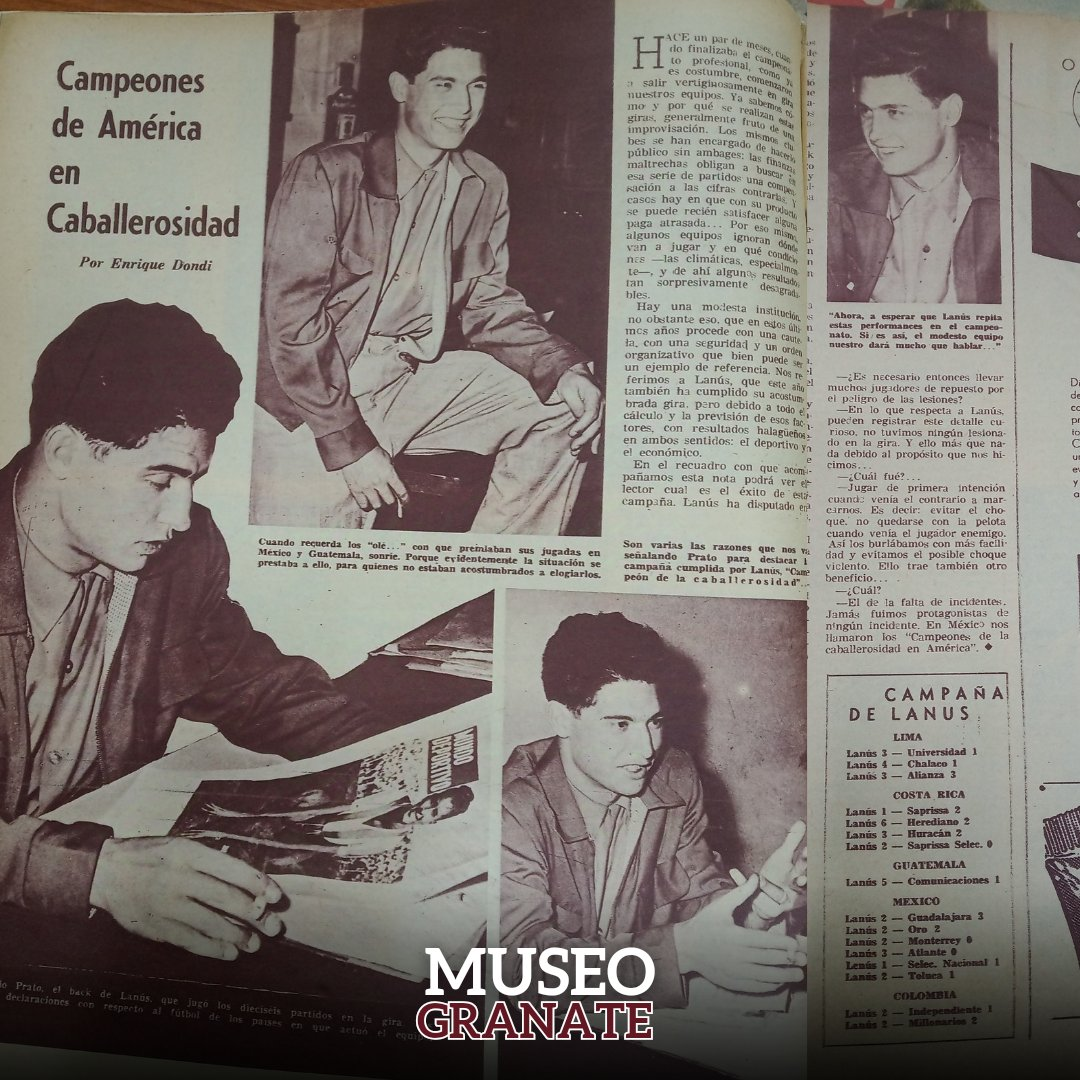
Emilio Prato, Defensor de Lanús en la gira por América de 1956"-Es necesario llevar muchos jugadores de repuesto por el peligro de las lesiones?
-en lo que respecta a Lanús pueden registrar este detalle curioso. No tuvimos ningún lesionado en la gira. Y ello más nada debido al propósito que nos hicimos..
-¿Cual Fue?
-Jugar de Primera cuando el contrario venía a marcarnos. Es decir evitar el choque. No quedarse con la pelota cuando venia el rival, así los burlábamos con facilidad y evitamos el posible choque violento. Ello trae también otro beneficio..
-¿Cual?
-El de las faltas de incidentes, jamás fuimos protagonistas de ningún incidente. En México nos llamaron los "Campeones de la caballerosidad en América."
-¿Y el público?
-No tenemos ningún queja y, por el contrario, recordaremos por siempre el clima cordial de que fuimos rodeados allí donde estuvimos. En México, que fue el país donde mejor impresión dejamos. Los "¡OLÉ!" con que rubricaban nuestras jugadas fue algo novedoso y emocionante: igual que los toreros.. Este es un aspecto necesario señalar. Porque Lanús recogió las impresiones más elogiosas que pueden imaginarse. Y allí donde estuvimos, querían hacernos nuevos contratos para volver el próximo año.."

"-Es necesario llevar muchos jugadores de repuesto por el peligro de las lesiones? 

-en lo que respecta a Lanús pueden registrar este detalle curioso. No tuvimos ningún lesionado en la gira. Y ello más nada debido al propósito que nos hicimos.. 

-¿Cual Fue?

 
-Jugar de Primera cuando el contrario venía a marcarnos. Es decir evitar el choque. No quedarse con la pelota cuando venia el rival, así los burlábamos con facilidad y evitamos el posible choque violento. Ello trae también otro beneficio..
 

-¿Cual? 

-El de las faltas de incidentes, jamás fuimos protagonistas de ningún incidente. En México nos llamaron los "Campeones de la caballerosidad en América." 

-¿Y el público? 

-No tenemos ningún queja y, por el contrario, recordaremos por siempre el clima cordial de que fuimos rodeados allí donde estuvimos. En México, que fue el país donde mejor impresión dejamos. Los "¡OLÉ!" con que rubricaban nuestras jugadas fue algo novedoso y emocionante: igual que los toreros.. Este es un aspecto necesario señalar. Porque Lanús recogió las impresiones más elogiosas que pueden imaginarse. Y allí donde estuvimos, querían hacernos nuevos contratos para volver el próximo año.."
Emilio Prato, Entrevista en la Gira por América 

#### Resumen de resultados en la Gira por América
| Rival                  | Resultado | Ciudad              | Goles                                          |
| ---------------------- | --------- | ------------------- | ---------------------------------------------- |
| Universidad            | 3-1 (G)   | Lima                |                                                |
| Chalaco                | 4-1 (G)   | Lima                |                                                |
| Alianza Lima           | 3-3 (E)   | Lima                | R. Moyano, E. Fernández, R. García             |
| Saprissa               | 1-2 (P)   | San José            | Dante Lugo                                     |
| Herediano              | 6-2 (G)   | Heredia             | Cejas X4, E. Fernández , U. Reynoso            |
| Huracán                | 3-2 (G)   | Costa Rica          | E. Fernández, O. Gil, R. Moyano                |
| Saprissa               | 2-0 (G)   | San José            | B. Cejas, U. Reynoso                           |
| Comunicaciones FC      | 5-1 (G)   | Ciudad de Guatemala | B. Cejas, O. Gil, U. Reynoso, Piromalli        |
| Chivas de Guadalajara  | 2-3 (P)   | Guadalajara         | D. Lugo 5', B. Cejas 20'                       |
| Deportivo Oro          | 2-2 (E)   | Guadalajara         | B. Cejas 2', O. Gil 68'                        |
| Rayados de Monterrey   | 2-0 (P)   | Monterrey           | B. Cejas 15', R. García 35'                    |
| Atlante FC             | 3-0 (G)   | Ciudad de México    | E. Fernández 61', R. García 87', R. Moyano 89' |
| Selección Mexicana     | 1-1 (E)   | Ciudad de México    | R. García 63'                                  |
| Toluca                 | 2-1 (G)   | Toluca de Lerdo     | R. García 60', R. Moyano 73'                   |
| Independiente Medellín | 2-1 (G)   | Medellín            |                                                |
| Millonarios FC         | 2-2 (E)   | Bogotá              |                                                |

16 partidos; 10 victoria, 4 empates, 2 derrotas.

## Segunda Gira por América (1956-1957)

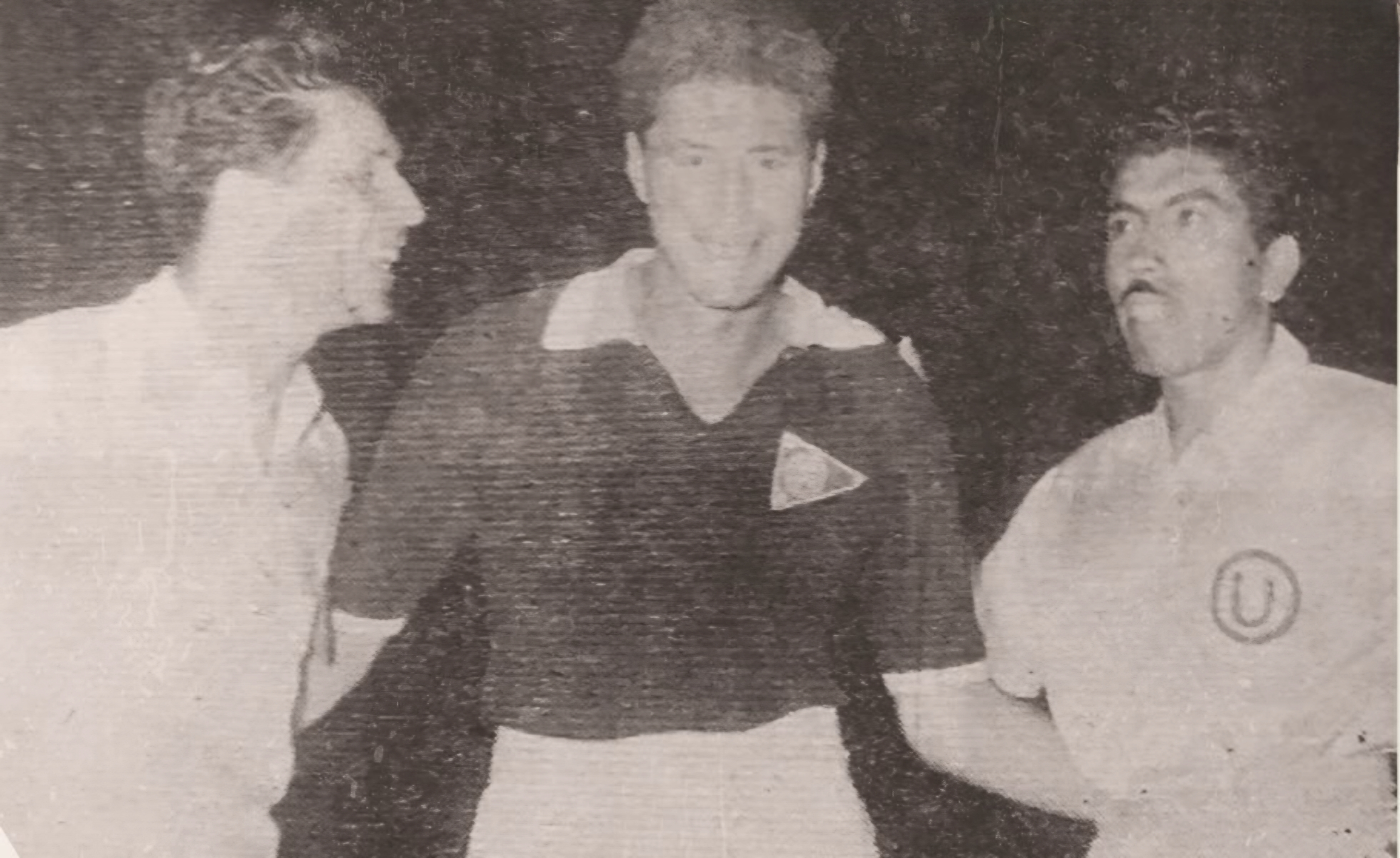
Héctor Guidi en el partido de Lanús ante Club Universitario de Deportes en 1957.

Apenas culminado el campeonato de primera 1956, Lanús volvió a ser contratado a otra gira por Chile, Perú, Colombia y seis ciudades de México. entre el 7 de diciembre de 1956 y el 24 de febrero de 1957, y gracias a la excelente imagen dejada en la gira anterior, el club recibió un muy buen dinero que sirvió para poner al día al plantel, que recibió el año nuevo disputando un partido en la capital peruana en la tarde del 1 de enero de 1957, batiendo a Alianza Lima por 5 a 1. Sin embargo, en esta última gira el equipo no tuvo los resultados esperados. Apenas ganó 6 de los 15 partidos que jugó, con tres empates y 6 derrotas. Alianza Lima del Perú (1-5) y (1-3); el Monterrey (0-2) el Irapuato (1-4) y el Atlas de Guadalajara (0-1) fueron las cinco victorias del Grana, que cerró la gira enfrentando a la Selección de México, que le ganó dos veces: 6 a 1 el 23 de febrero y 3 a 0 al día siguiente.

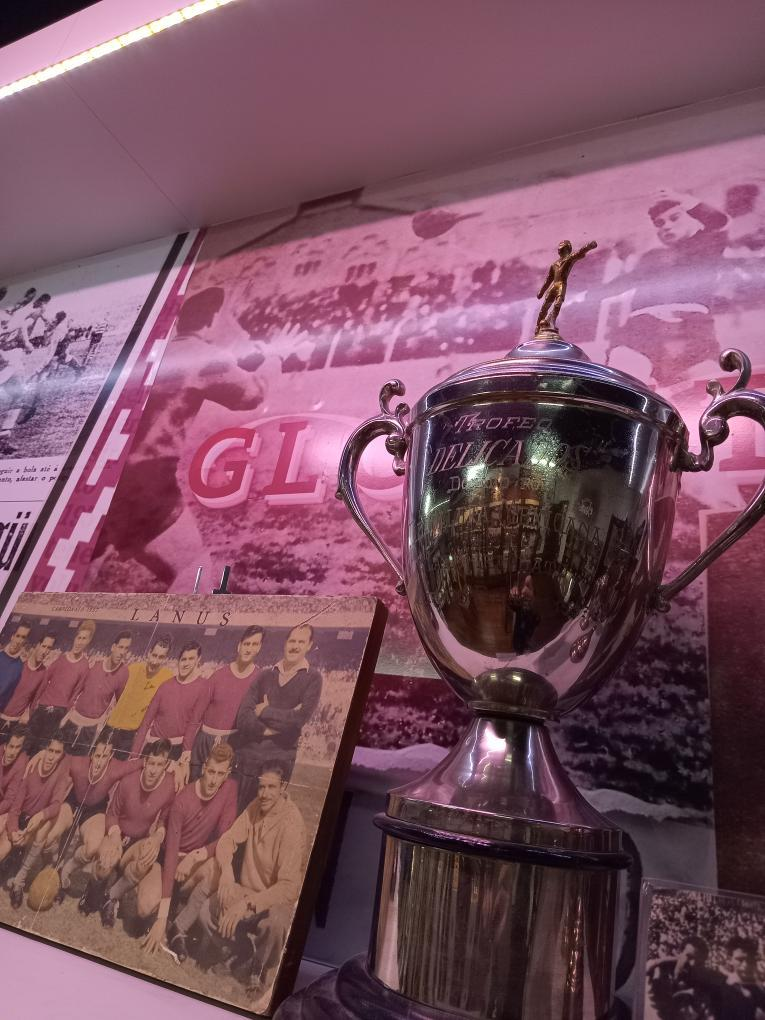
Trofeo Tabacalera Mexicana - Lanús 1957

Por vencer a Atlas de Guadalajara, Lanús se lleva el Trofeo Amistoso, Trofeo Tabacalera Mexicana
| Rival                 | Resultado | Ciudad                                   | Goles                   |
| --------------------- | --------- | ---------------------------------------- | ----------------------- |
| Alianza Lima          | 5-1 (G)   | Lima                                     | *                       |
| Alianza Lima          | 3-1 (G)   | Lima                                     | *                       |
| Universitario de Perú | 2-2 (E)   | Lima                                     | E. Fernández, D. Lugo   |
| Colo colo             | 1-2 (P)   | [[Santiago de Chile\|Santiago de Chile]] | *                       |
| Peñarol               | 2-3 (P)   | Montevideo[[Santiago de Chile\|]]        | *                       |
| Santiago Wanderers    | 3-4 (P)   | [[Santiago de Chile\|Santiago de Chile]] | *                       |
| Atlas Fútbol Club     | 4-4 (E)   | Guadalajara                              | CatoiraX2, Gil, Lugo    |
| Rayados de Monterrey  | 2-0 (G)   | Monterrey                                | Moyano, Reynoso         |
| Club Irapuato         | 4-1 (G)   | Irapuato                                 | Reynoso X3, Rojas       |
| Toluca                | 1-1 (E)   | Toluca de Lerdo                          | Moyano, Reynoso         |
| León                  | 0-2 (P)   | León                                     | B. Cejas 2', O. Gil 68' |
| Atlas Fútbol Club     | 1-0 (G)   | Guadalajara                              | Catoira                 |
| Chivas de Guadalajara | 1-0- (G)  | Guadalajara                              | Reynoso                 |
| Selección Mexicana    | 1-6 (P)   | Ciudad de México                         | Reynoso                 |
| Selección Mexicana    | 0-3 (P)   | Ciudad de México                         | *                       |

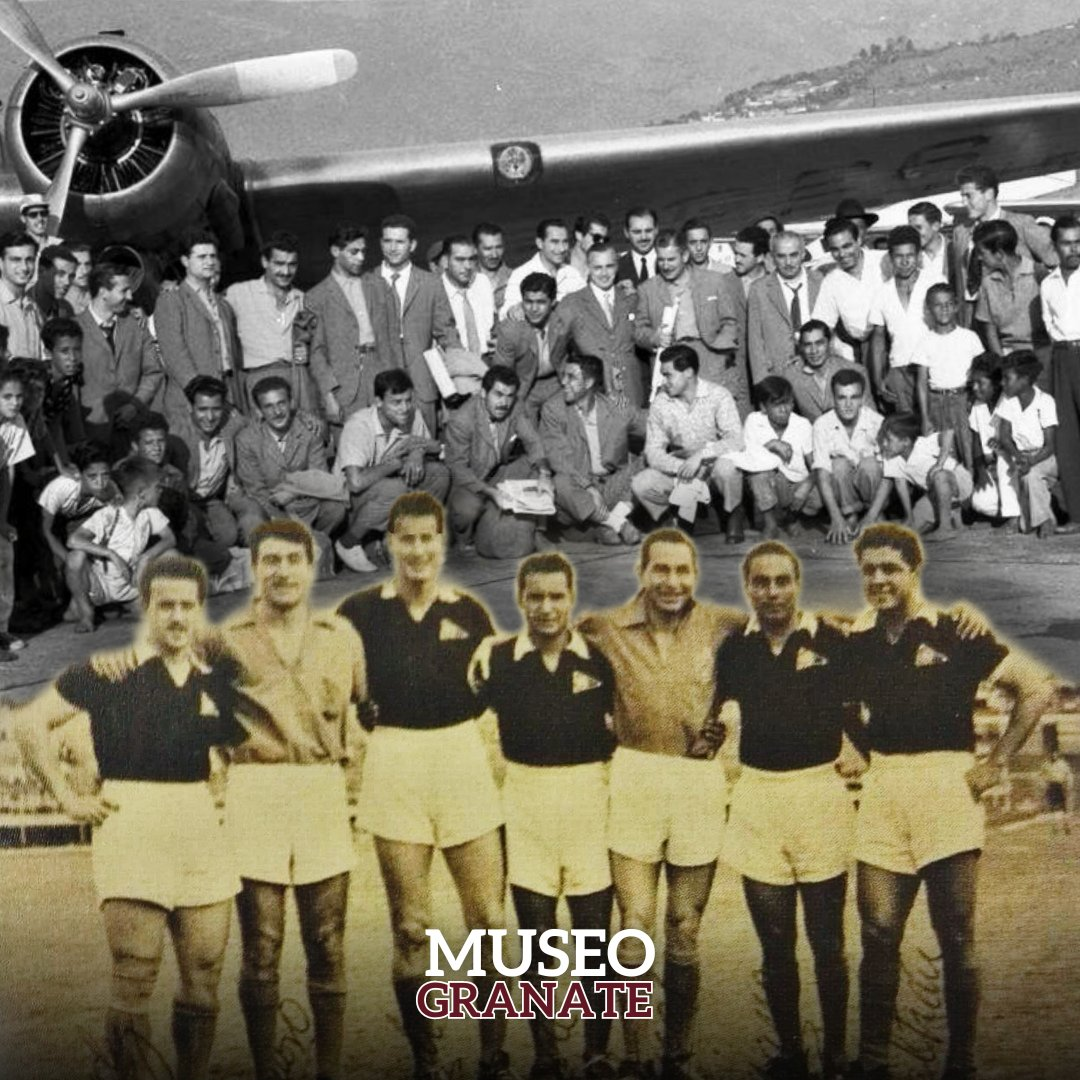
Primera Visita de Lanús a Medellín. (1957)

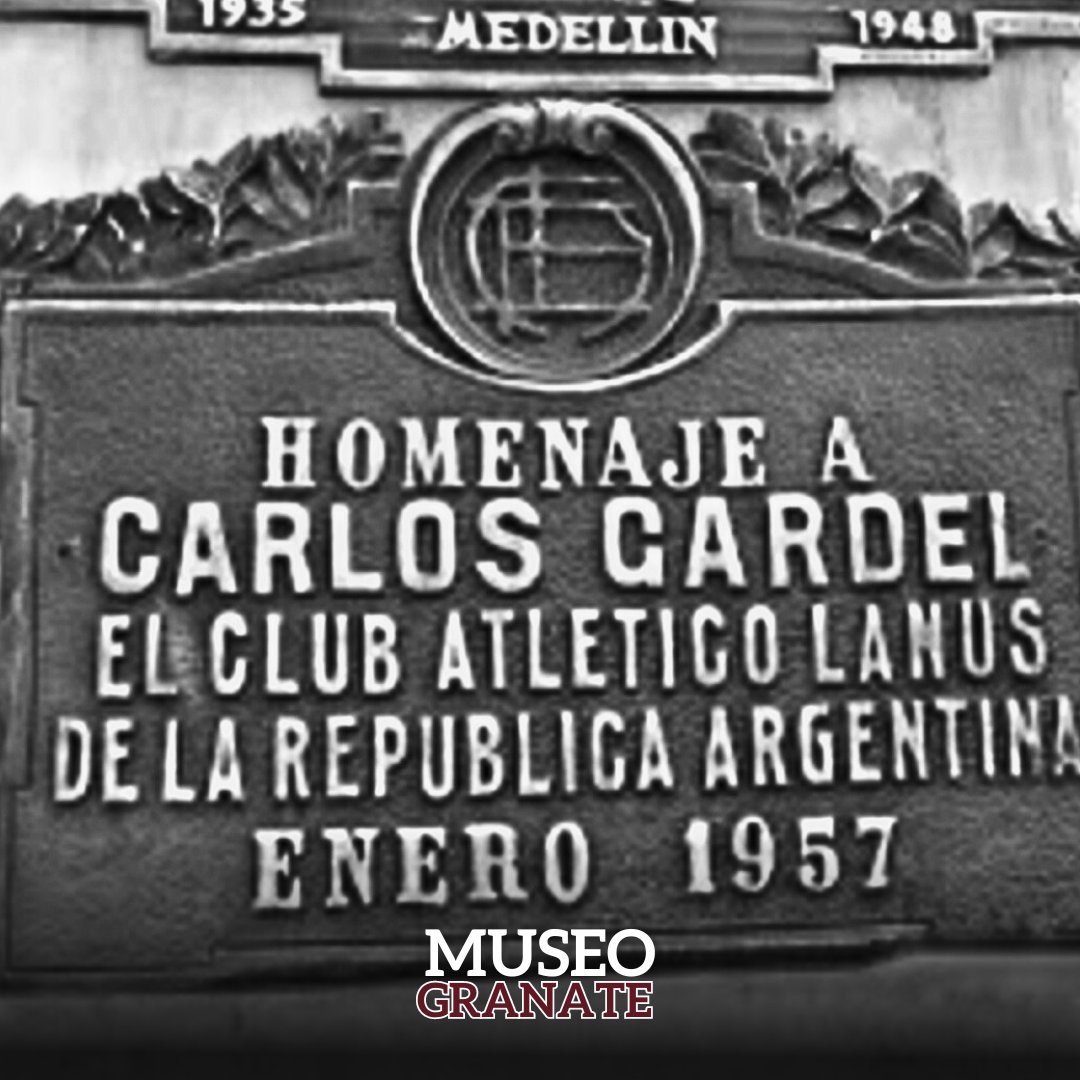
Homenaje de Lanús a Carlos Gardel en Colombia (1957)

15 partidos, 6 victorias, 3 empates, 6 derrotas.
*Sin registros de los Goles.
Fuente: 